# Bauhinia huberi
Bauhinia huberi là một loài thực vật có hoa trong họ Đậu. Loài này được Ducke miêu tả khoa học đầu tiên.